# Sith (engine)
Sith engine is een game engine ontwikkeld door LucasArts. De engine wordt onder andere gebruikt in het spel Star Wars Jedi Knight: Dark Forces II. Ook Star Wars Jedi Knight: Mysteries of the Sith gebruikt een licht gewijzigde versie van de engine.
Sith engine werd ook gebruikt als basis voor de GrimE-game engine waarin Grim Fandango werd ontwikkeld.,
Ook de Jones-game engine is een variant van Sith engine en wordt gebruikt in Indiana Jones and the Infernal Machine.

## Technische aspecten
De Sith engine is een gescripte game engine. De meeste objecten worden aangemaakt met de geïntegreerde COG scripttaal of gedefinieerd met een template die eenvoudige inheritance ondersteund.
De engine gebruikt ook portal rendering met convexen en polygonen. Er is geen preprocessing nodig en gebieden die vanuit een bepaalde hoek onzichtbaar zijn voor de speler worden tijdens het spel berekend.